# Восточный Тимор на летних Олимпийских играх 2016
Восточный Тимор на летних Олимпийских играх 2016 года будет представлен как минимум одной спортсменкой в маунтинбайке. Впервые в истории участия в летних Играх Восточный Тимор будет представлен не в марафоне.

## Состав сборной
Велоспорт
 Маунтинбайк
1. Франселина Кабраль

 Лёгкая атлетика
1. Аугусто Соарес
2. Нелия Мартинш

## Результаты соревнований

### Велоспорт

#### Маунтинбайк
Единственную олимпийскую лицензию в велоспорте Восточный Тимор получил по решению трёхсторонней комиссии.
Женщины
| Соревнование | Спортсмены         | Время | Место | Отставание |
| ------------ | ------------------ | ----- | ----- | ---------- |
| кросс-кантри | Франселина Кабраль |       |       |            |

### Лёгкая атлетика
Мужчины
Беговые дисциплины
| Дисциплина         | Спортсмен      | Предварительный раунд | Предварительный раунд | Предварительный раунд | Четвертьфиналы | Четвертьфиналы | Четвертьфиналы | Полуфиналы | Полуфиналы | Полуфиналы | Финал | Финал |
| Дисциплина         | Спортсмен      | Забег                 | Время                 | Место                 | Забег          | Время          | Место          | Забег      | Время      | Место      | Время | Место |
| ------------------ | -------------- | --------------------- | --------------------- | --------------------- | -------------- | -------------- | -------------- | ---------- | ---------- | ---------- | ----- | ----- |
| бег на 1500 метров | Аугусто Соарес |                       |                       |                       | не проводится  | не проводится  | не проводится  |            |            |            |       |       |

Женщины
Беговые дисциплины
| Дисциплина         | Спортсмен     | Предварительный раунд | Предварительный раунд | Предварительный раунд | Четвертьфиналы | Четвертьфиналы | Четвертьфиналы | Полуфиналы | Полуфиналы | Полуфиналы | Финал | Финал |
| Дисциплина         | Спортсмен     | Забег                 | Время                 | Место                 | Забег          | Время          | Место          | Забег      | Время      | Место      | Время | Место |
| ------------------ | ------------- | --------------------- | --------------------- | --------------------- | -------------- | -------------- | -------------- | ---------- | ---------- | ---------- | ----- | ----- |
| бег на 1500 метров | Нелия Мартинш |                       |                       |                       | не проводится  | не проводится  | не проводится  |            |            |            |       |       |